# Qatar Masters 2011
De Qatar Masters 2011 - officieel het Commercialbank Qatar Masters presented by Dolphin Energy 2011 - was een golftoernooi, dat liep van 3 tot en met 6 februari 2011 en werd gespeeld op de Doha Golf Club in Doha. Het toernooi maakte deel uit van de Europese PGA Tour 2011. Het totale prijzengeld bedroeg € 1.835.034.
Titelverdediger was Robert Karlsson die vorig jaar, in 2011, het toernooi won met 15 slagen onder par. 

## Verslag

#### Ronde 1
De shamal, de beruchte woestijnwind, woei met windkracht 6. Het bleek moeilijk om birdies te maken, en alle spelers hebben minstens twee bogeys gemaakt. Robert-Jan Derksen maakte drie birdies en eindigde op +2. Alleen Retief Goosen, Thomas Aiken en Robert Karlsson maakten vijf birdies, en alleen de jarige Goosen eindigde op -3. Slecht negen spelers hebben onder par gescoord.

#### Ronde 2

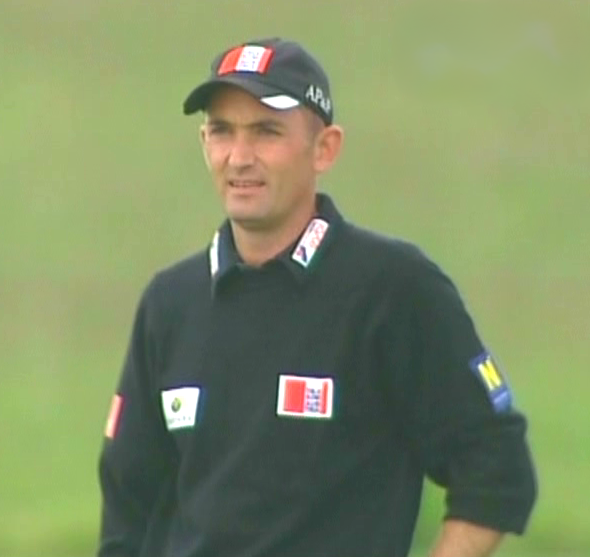
Markus Brier, leider na R.2

In de ochtendronde scoorde Rolf Muntz scoorde +4 en Maarten Lafeber weer +6. Nicolas Colsaerts maakte een goede ronde maar had gisteren een moeilijk herstelbare score gemaakt. Alleen Derksen had een goede kans zich voor het weekend te kwalificeren. Na bogeys op hole 13 en 15 mocht hij geen slag meer verliezen. Hij maakte nog een birdie op hole 18 en eindigde op de 47ste plaats. Floris de Vries moest met twee birdies eindigen, maar maakte een bogey op 17, waarna zijn kans verkeken was.
In ronde 2 hebben 56 spelers onder par gespeeld, de beste score was -7 van Thomas Bjørn. Felipe Aguilar maakte -6 en steeg daardoor van de 84ste  naar de 13de plaats. De 42-jarige Oostenrijker Markus Brier maakte een bogey-loze ronde van -6 en ging aan de leiding.

#### Ronde 3
Er werd weer om half 7 gestart, dat is half 5 MET. 
Derksen maakte -1 en verbeterde zijn positie niet. De kopgroep is bij elkaar gebleven, Thomas Bjørn eindigde met drie birdies en nam de leiding over, Brier staat nu op de tweede plaats.

#### Ronde 4
Er is besloten om de laatste ronde in groepen van drie te spelen, dan kan de prijsuitreiking een uur vervroegd worden. Derksen heeft -3 gemaakt en is ruim 20 plaatsen gestegen. 
Op de eerste negen holes is bij de laatste partij wat veranderd. Brier heeft drie slagen verloren en Karlsson twee, terwijl Bjørn par speelde, op -11 bleef staan en met drie slagen voorsprong aan de leiding stond. David Howell maakte op dat moment op hole 12 zijn vierde birdie en kwam op de 2de plaats bij Alvaro Quiros, beiden met een totaal van -8. Pas op hole 15 maakte Bjørn zijn eerste birdie, en op hole 16 weer. Met nog twee holes te spelen en drie slagen voorsprong op Quiros was hij verzekerd van zijn overwinning. Toch eindigde hij met een extra birdie. 
- Live leaderboard

| Naam                 | R1 | R1 | Stand | R2 | R2  | Totaal | Stand | R3 | R3 | Totaal | Stand | R4 | R4 | Totaal | Stand |
| -------------------- | -- | -- | ----- | -- | --- | ------ | ----- | -- | -- | ------ | ----- | -- | -- | ------ | ----- |
| Thomas Bjørn         | 74 | +2 | T34   | 65 | -7  | -5     | T3    | 66 | -6 | -11    | 1     | 69 | -3 | -14    | 1     |
| Alvaro Quiros        | 75 | +3 | T52   | 69 | -3  | par    | T31   | 66 | -6 | -6     | T5    | 68 | -4 | -10    | 2     |
| Rafael Cabrera Bello | 77 | +5 | T74   | 68 | -4  | +1     | T38   | 66 | -6 | -5     | T7    | 68 | -4 | -9     | T3    |
| Markus Brier         | 71 | -1 | T6    | 66 | -6  | -7     | 1     | 69 | -3 | -10    | 2     | 73 | +1 | -9     | T3    |
| David Howell         | 75 | +3 | T52   | 69 | -3  | par    | T31   | 68 | -4 | -4     | T11   | 68 | -4 | -8     | 5     |
| Robert Karlsson      | 70 | -2 | T2    | 69 | -3  | -5     | T3    | 69 | -3 | -8     | 3     | 74 | +2 | -6     | T6    |
| Thomas Aiken         | 71 | -1 | T6    | 69 | -3  | -4     | T6    | 69 | -3 | -7     | 4     | 73 | +1 | -6     | T6    |
| Richard Finch        | 70 | -2 | T2    | 69 | -3  | -5     | T3    | 71 | -1 | -6     | T5    | 74 | +2 | -4     | T11   |
| Paul Lawrie          | 74 | +2 | T34   | 66 | -6  | -4     | T6    | 71 | -1 | -5     | T7    | 74 | +2 | -3     | T19   |
| Retief Goosen        | 69 | -3 | 1     | 71 | -1  | -4     | T6    | 75 | +3 | -1     | T28   | 70 | -2 | -3     | T19   |
| Robert-Jan Derksen   | 74 | +2 | T34   | 72 | par | +2     | T47   | 71 | -1 | +1     | T47   | 69 | -3 | -2     | T28   |
| Darren Fichardt      | 70 | -2 | T2    | 68 | -4  | -6     | 2     | 74 | +2 | -4     | T11   | 74 | +2 | -2     | T28   |
| Floris de Vries      | 78 | +6 | T98   | 72 | par | +6     | T106  | MC |    |        |       |    |    |        |       |
| Nicolas Colsaerts    | 79 | +7 | T113  | 71 | -1  | +6     | T105  | MC |    |        |       |    |    |        |       |
| Joost Luiten         | 79 | +7 | T113  | 72 | par | +7     | T117  | MC |    |        |       |    |    |        |       |
| Maarten Lafeber      | 78 | +6 | T98   | 78 | +6  | +12    | T128  | MC |    |        |       |    |    |        |       |
| Rolf Muntz           | 81 | +9 | T128  | 76 | +4  | +13    | T130  | MC |    |        |       |    |    |        |       |

| Leider |  | Laagste toernooironde |  | MC = missed cut = niet gekwalificeerd voor het weekend |

## De spelers
| - Felipe Aguilar - Thomas Aiken - Seve Benson - John Bickerton - Thomas Bjørn - Richard Bland - Grégory Bourdy - Gary Boyd - Paul Broadhurst - Mark Brown - Rafael Cabrera Bello - Michael Campbell - Alejandro Cañizares - Paul Casey - Christian Cévaër - Darren Clarke - Robert Coles - Nicolas Colsaerts - Andrew Coltart (1998) - Robert-Jan Derksen - David Dixon - Stephen Dodd - Andrew Dodt - Jamie Donaldson - Nick Dougherty - Bradley Dredge - David Drysdale - Simon Dyson - Rafa Echenique - Johan Edfors - Niclas Fasth - Gonzalo Fz-Castaño | - Kenneth Ferrie - Darren Fichardt (2003) - Richard Finch - Oliver Fisher - Ross Fisher - Mark Foster - Stephen Gallacher - Sergio Garcia - Ignacio Garrido - Jean-Baptiste Gonnet - Ricardo González - Retief Goosen - Tano Goya - Mark F Haastrup - Joakim Haeggman (2004) - Matt Haines - Todd Hamilton - Anders Hansen - Søren Hansen - Peter Hanson - Grégory Havret - Peter Hedblom - Michael Hoey - Keith Horne - David Horsey - David Howell - Jeppe Huldahl - Raphaël Jacquelin - Thongchai Jaidee - Miguel Ángel Jiménez - Michael Jonzon - Anthony Kang | - Shiv Kapur - Robert Karlsson - Martin Kaymer - Simon Khan - James Kingston - Søren Kjeldsen - Maarten Lafeber - Barry Lane - Pablo Larrazábal - Paul Lawrie (1999) - Peter Lawrie - Danny Lee - Thomas Levet - Joost Luiten - David Lynn - Richard McEvoy - Paul McGinley - Ross McGowan - Damien McGrane - Colin Montgomerie - Rolf Muntz (2000) - Alexander Norén - Steven O'Hara - José María Olazabal - Thorbjørn Olesen - Louis Oosthuizen - Gary Orr - Hennie Otto - Ian Poulter - Phillip Price - Alvaro Quiros (2009) - Robert Rock | - Brett Rumford - Marcel Siem - Jeev Milkha Singh - Henrik Stenson (2006) - Graeme Storm - Scott Strange - Steve Stricker - Alvaro Velasco - Floris de Vries - Anthony Wall - Paul Waring - Steve Webster - Lee Westwood - Peter Whiteford - Danny Willett - Oliver Wilson - Chris Wood - Fabrizio Zanotti Sponsoruitnodiging - Romain Wattel - Victor Dubuisson - Joel Sjöholm - Oscar Florén - John Daly - Markus Brier - Simon Wakefield - Liam Bond Eerste reserve - Bernd Wiesberger |